# Estofado de cuervo
El estofado de cuervo es un guiso hecho principalmente con carne de cuervo. El estofado de cuervo puede incluir cebolla, grasa de tocino, harina y crema agria.
Según el Diccionario de cocina francesa de Guy Chassagnard, el cuervo tiene carne muy dura, pero puede colocarse en la tapa de una olla grande para crear estofado de cuervo.
Una referencia temprana al estofado de cuervo en Estados Unidos aparece en un reporte del príncipe Achille Murat. Mientras vivía en San Agustín (Florida) y sus alrededores, desde 1821 hasta su muerte en 1847, se sabía que Murat preparaba y disfrutaba del estofado de cuervo, que servía a sus invitados en la cena.
El guiso de cuervo moderno a base de crema agria parece haberse originado durante la década de 1930, en el momento de la Gran Depresión. Aparece en varias publicaciones en ese momento, incluyendo Nebraskaland (1933) y Outdoor Indiana (1936).
El restaurante Café Kör en Budapest, Hungría, ha servido estofado de cuervo.